# Entraide (agriculture)
Pour les articles homonymes, voir Entraide.
En agriculture, l'entraide est un échange de moyens matériels et humains entre agriculteurs :
- moyens matériels : par la mise à disposition de machines agricoles ;
- moyens humains : la main d’œuvre échangée, que ce soit le chef d’exploitation, les aides familiaux et salariés attachés à l’ exploitation.

## Définition juridique de l'entraide
L'entraide est définie par les articles L.325-1 et suivant du code Rural :
- L'entraide est réalisée entre agriculteurs par des échanges de services en travail et en moyens d'exploitation.
- Elle peut être occasionnelle, temporaire ou intervenir d'une manière régulière.
- L'entraide est un contrat à titre gratuit, même lorsque le bénéficiaire rembourse au prestataire tout ou partie des frais engagés par ce dernier.
- Les prestations réalisées dans le cadre de l'entraide ne peuvent être assujetties ni à la taxe sur la valeur ajoutée ni à la taxe professionnelle. Elles ne peuvent donner lieu à prélèvement sur les salaires ni à perception de cotisations sociales.
- Le prestataire reste responsable des accidents du travail survenus à lui-même ou aux membres de sa famille, ou à toute personne considérée légalement comme aide familiale, ou à ses ouvriers agricoles.
- Il reste également responsable, conformément aux dispositions des articles 1382 et suivants du code civil, des dommages occasionnés par les personnes mentionnées à l'alinéa précédent, ainsi que par le matériel ou les animaux dont il continue à assurer la garde.

## Conditions de l'entraide
L’entraide nécessite la réciprocité dans les échanges. Si cette réciprocité n’a pas lieu, il s’agit alors d’un travail à façon soumis à l’application de la TVA.
L’entraide suppose également la recherche d’un équilibre dans les échanges. En pratique, il est admis qu’une différence puisse apparaître. Elle est alors soit reportée l’année suivante en recherchant alors à l’équilibrer, soit soldée par paiement du solde ou soulte d’entraide entre les agriculteurs. Ce solde n’est alors pas soumis à la TVA.
L’entraide doit être justifiée, en cas de contrôle par le centre des impôts, par l’existence d’un barème auquel se réfèrent les agriculteurs ayant échangé des services et par une comptabilité précise relatant les échanges et aboutissant au solde payé ou reçu.
Pour une entraide régulière, il est judicieux de prévoir un contrat qui fixe les règles de l’entraide.
Travailler en entraide nécessite de se réunir pour discuter de la valeur que les agriculteurs souhaitent attribuer à chaque service échangé.

## Entraide etbanque de travail
La banque de travail est une organisation plus évoluée que l’entraide. Les membres de la banque de travail doivent rechercher l’équilibre des échanges non pas d’agriculteur à agriculteur, mais d’un agriculteur vis-à-vis de l’ensemble du groupe. Cette organisation permet plus de souplesse dans les échanges. Elle est intéressante pour raisonner en groupe l’organisation de chantiers en commun.
Une application "Petits Comptes Entre Agris" permet de suivre les opérations réalisées en entraide ou en banque de travail. Il calcule la soulte et permet de suivre les opérations réalisées.